# Marterbild (Dimbach)

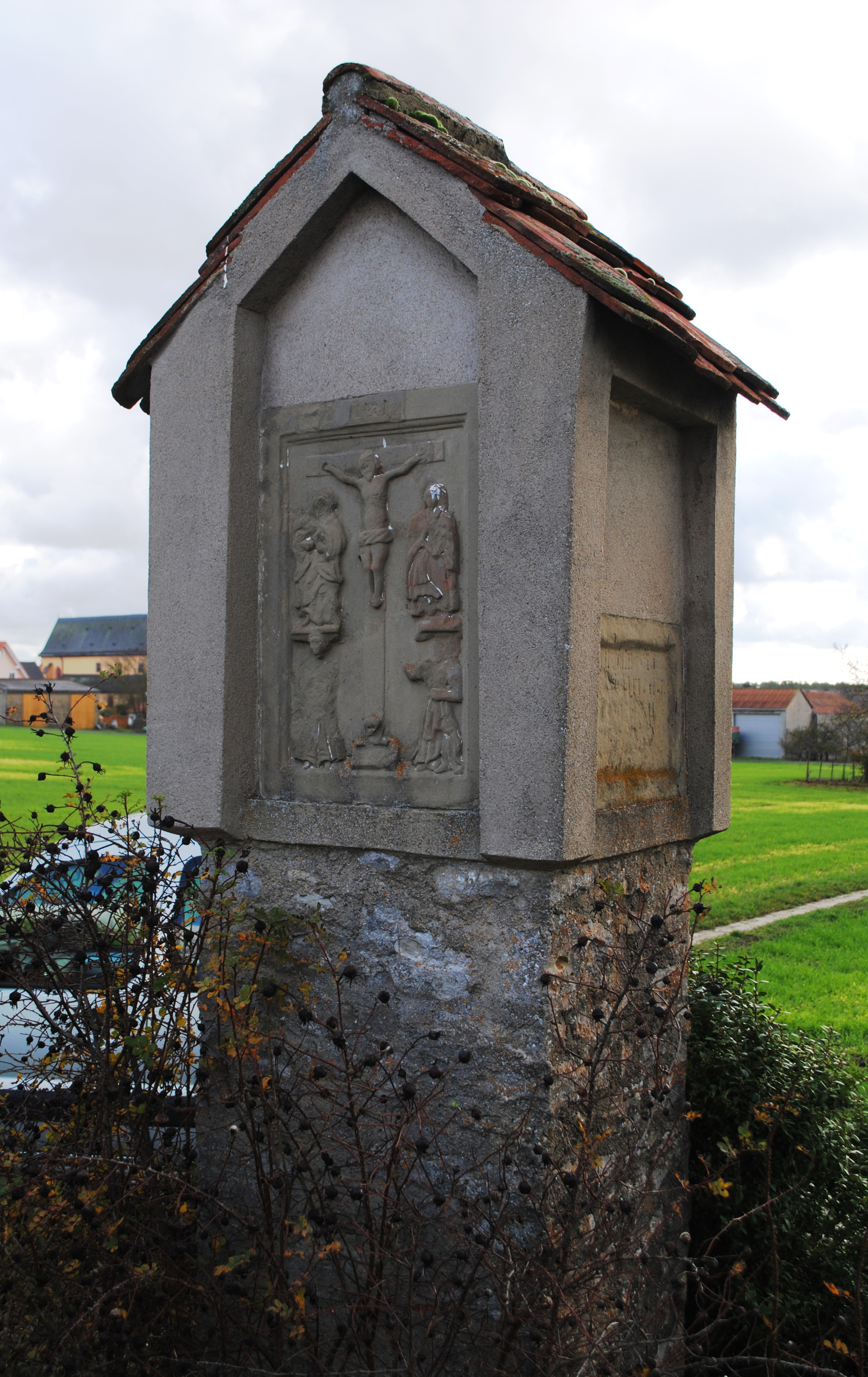
Der Bildstock in Dimbach

Das sogenannte Marterbild ist ein Bildstock auf dem Gebiet des Volkacher Ortsteils Dimbach. Es befindet sich auf dem Kunzenberg in der Wolfsberg-Flur im Nordwesten des Dorfes.

## Geschichte
Die Stiftung des Bildstocks fiel in die Zeit um 1600. Damals erreichte die Gegenreformation, die in Franken durch den Würzburger Fürstbischof Julius Echter von Mespelbrunn angestoßen worden war, ihren Höhepunkt. Die Wirren des Dreißigjährigen Krieges, der 1618 begann, ließen die wahren Errichtungsgründe und den Stifter der Marter in Vergessenheit geraten. Die Verwitterung der Inschrift des Bildstocks trug dazu ebenso bei.
Die einsetzende Wallfahrt in die Kirche St. Maria de Rosario in Dimbach führte in den achtziger Jahren des 17. Jahrhunderts zu einer Neuinterpretation der Errichtungsgründe des Stocks. Die Wolfslegende, wonach einer Frau ihr Kind von dem Raubtier genommen wurde und nur durch das Entwenden des Jesuskindes der Dimbacher Gnadenmadonna wohlbehalten blieb, wurde an den Ort des Bildstocks verlegt. In der Legende heißt es: „Das ort wo es geschen, ist nebden Dorf auf den Geroltzhöfer weg, mit einem Marterbildt gezeichnet.“ Das Bayerische Landesamt für Denkmalpflege ordnet den Bildstock als Baudenkmal unter der Nummer D-6-75-174-182 ein.

## Beschreibung
Der Bildstock ist fast drei Meter hoch und rechteckig. Er wurde gemauert, ein breiterer Aufsatz schließt mit einem geziegelten Satteldach ab. Leicht zurückversetzt ruht in einer spitzbogigen Nische ein Relief. der Kreuzigung Jesu. Zentral ist der Gekreuzigte zu erkennen. Das Kreuz teilt das Relieffeld in zwei Hälften.   Zwei Assistenzfiguren auf Konsolen links und rechts von Jesus sind aufgrund der fortschreitenden Verwitterung nicht mehr zu identifizieren.
Zwei weitere Relieffiguren darunter sind der Grund für die Verlegung der Wolfslegende an diesen Ort. Ursprünglich hielt die linke Person, aufgrund der Kleidung wohl eine Frau, zwei nackte Kinder in den Armen. Die rechte Person zeigt auf sie. Auf der rechten Seite des Bildstocks sind die Reste einer querrechteckig angebrachten Inschrift zu erkennen. Bereits bei der Beschreibung durch Hans Karlinger im Jahr 1913 war diese verwittert.